# 瓜哈瓦島

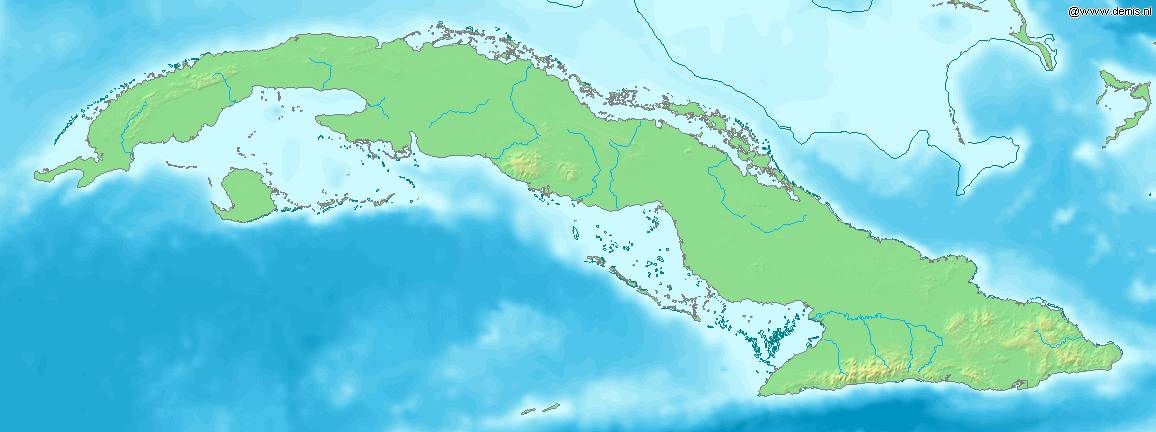

瓜哈瓦島是古巴的島嶼，位於該國北岸，屬於國王花園群島的一部分，東面有薩維納爾島，西面有羅馬諾島，由卡馬圭省負責管轄，面積107平方公里。
21°50′48″N 77°31′28″W / 21.8466667°N 77.5244444°W